# Плитт, Грег
Джордж Гре́гори Плитт мла́дший (англ. George Gregory Plitt, Jr.; 3 ноября 1977, Литервилль, Мэриленд — 17 января 2015, Бербанк, Калифорния) — американский актёр, фитнес-модель, видеоблогер и пропагандист здорового образа жизни. Известен своей программой тренировок MFT28, появлялся на обложках журналов более 200 раз.

## Биография
Родился в американском городке Литервилль, штат Мэриленд, его отец был агентом по недвижимости, а мать дизайнером. Со своей старшей сестрой Грег учился в военно-морской академии США в Аннаполисе. В 1996 году окончил Gilman School в городе Балтимор. В школе он увлекался футболом, борьбой и гольфом. Выпускник Военной академии США в Вест-Пойнте. В течение пяти лет проходил службу в 75-м полку рейнджеров.
Став персональным тренером, Плитт переехал жить в Лос-Анджелес, где и проводил персональные тренировки. Он стал спортсменом года по версии бренда спортивного питания Met-Rx. Грег Плитт разработал свою собственную программу тренировок под названием MFT28 (Military Fitness Trainer), рассчитанную на 28 дней. Программа включает пятидневный сплит с двумя ежедневными тренировками, всё это призвано «шокировать» организм и стимулировать как жиросжигание, так и набор мышечной массы. Плитт часто появлялся на обложках популярных фитнес-журналов, таких как Maxim, AXL, American Health & Fitness, Flaunt, Men's Fitness, Muscle & Fitness, Men's Health, FitnessRx for Men, Instinct Magazine, Men's Exercise и других. Всего Плитт был на обложках различных изданий более 200 раз.
Плитт говорил, что интерес к фитнесу у него появился, когда он был ещё в шестом классе. В то время его отец установил домашний спортзал. Также на молодого Плитта произвело впечатление, как изменилась его старшая сестра, проведя год в военно-морской академии. Спортсмен не раз сравнивал свои программы тренировок с программами подготовки солдат.
Грег Плитт стал лицом рекламной кампании парфюмерии Angel Men и ICE*Men Тьери Мюглера. Он также снимался в телевизионных рекламах для Old Spice Body Wash, ESPN’s Great Outdoor Games, Under Armour, MTV, Zoli Sinks, Gold's Gym Power Flex, Bowflex. Также он презентовал продукцию Under Armour, Old Navy Jeans, Calvin Klein, Modell's и Skimpies. Плитт снялся в нескольких фильмах, в основном в эпизодичных ролях. Пропорции тела Плитта были использованы для компьютерной модели Доктора Манхэттена в фильме «Хранители».

## Смерть
17 января 2015 года Грег Плитт погиб под поездом Метролинк в городе Бербанк, штат Калифорния. Сразу после происшествия Метролинк в официальном твиттере заявил, что на линии 268 сбит человек, движение приостановлено. Полиция в ходе расследования причин смерти выяснила, что со спортсменом на путях было ещё два человека, вместе они снимали рекламу энергетического напитка. По сюжету, Плитт должен был выпить рекламируемый продукт и обогнать движущийся поезд. Судя по всему, Грег считал, что поезд проедет по соседнему пути, и оказался перед составом.

## Фильмография
| Год     | Название                               | Роль                        | Примечания                      |
| ------- | -------------------------------------- | --------------------------- | ------------------------------- |
| 2015    | Friends to Lovers                      | Камео                       | Реалити-шоу; сезон 1            |
| 2014    | Mystery Millionaire                    | Камео                       | Secret Dating Show (эпизод 1.3) |
| 2013    | «Забойный реванш»                      | Парашютист-инструктор       |                                 |
| 2013    | Work Out in the Zone                   | Камео (Персональный тренер) |                                 |
| 2011    | Paul Cruz: Latin Actor (A Mockuseries) | Джереми                     | TV-комедия                      |
| 2009    | «Терминатор: Да придёт спаситель»      | человек-гибрид              | в удалённой сцене               |
| 2009    | «Хранители»                            | Доктор Манхэттен (CGI)      |                                 |
| 2008    | Work Out                               | Камео (Персональный тренер) |                                 |
| 2007    | Last Call Before Sunset                | Рико                        |                                 |
| 2007    | Six Sex Scenes and a Murder            | Роберт                      |                                 |
| 2007-08 | «Дни нашей жизни»                      | Хендерсон                   |                                 |
| 2007-08 | Designed to Sell                       | Плотник                     | (эпизоды с 4.1 по 4.21)         |
| 2006    | «Ложное искушение»                     | Охранник Салливана          |                                 |
| 2006    | «Бобби»                                | Посыльный                   |                                 |